# Balthasar Szabel
Balthasar Szabel (seit 1863 Ritter von) (* 23. November 1814 in Klausenburg; † 13. Januar 1869 in Meran) war ein österreichischer Kaufmann und Politiker.

## Leben
Szabel war der Sohn eines Kaufmanns. Er heiratete 1836. Von 1830 bis 1835 machte er eine kaufmännische Lehre in Klausenburg und wurde <1835> Teilhaber der Handelsfirma "Szabel und Sohn" in Klausenburg. Ab 1839 war er selbständiger Kaufmann in Olmütz, wo er seit 1840 Besitzer eines Großhandels war. Daneben war er Besitzer einer Garnniederlage in Freudenthal und vor 1860 Leiter von Flachsspinnereien in Schönberg (Mähren) und Friedland (Böhmen). Seit 1860 war er auch Besitzer einer Spinnerei in Chotzen (Böhmen).
Zwischen 1850 und 1869 war er Mitglied der Handels- und Gewerbekammer Olmütz und dort auch Präsident. Er starb während eines Kuraufenthalts in Meran.

## Politik
Vom 4. April 1849 (für Andreas Jeitteles) bis zum 30. Mai 1849 vertrat er den Wahlkreis Mähren (Olmütz, Olmütz) in der Frankfurter Nationalversammlung. Im Parlament blieb er fraktionslos. Von 1848 bis 1849 gehörte er dem Konstituierenden Reichstag des Kaisertums Österreich an.
1848/1849 sowie zwischen 1861 und 1868 war er Abgeordneter im Mährischen Landtag. Von 1861 bis 1868 war er auch Mitglied im Haus der Abgeordneten des Österreichischen Reichsrats.